# Carlo Dusio
Carlo Dusio (Turijn, 25 maart 1922 - 15 augustus 2006) was een Italiaans autocoureur. Hij stond in 1952 eenmaal op de inschrijvingslijst van een Formule 1-race, zijn thuisrace van dat jaar waar hij als reservecoureur diende voor het team Cisitalia, het team van zijn vader Piero. Piero reed de race, waardoor Carlo niet mocht starten. Hij schreef zich hierna ook nooit meer in voor een Formule 1-race. In 1948 en 1952 reed Dusio ook in de Mille Miglia met zijn vader als teamgenoot, maar zij kwamen in beide races niet aan de finish.